# Stanisław Nawrocki (agrotechnik)
Stanisław Nawrocki (ur. 20 grudnia 1927 w Starej Wsi, zm. 30 listopada 2021 w Lublinie) – agrotechnik i gleboznawca.

## Życiorys
W 1951 ukończył studia na Uniwersytecie Marii Curie-Skłodowskiej w Lublinie. W latach 1968–1991 był dyrektorem Instytutu Uprawy, Nawożenia i Gleboznawstwa w Puławach, jednocześnie od 1970 profesorem Akademii Rolniczej w Lublinie. W 1973 został członkiem PAN, a w 1989 PAU. Prowadził badania z zakresu uprawy roli i roślin, szczególnie działania i stosowania orki melioracyjnej na glebach lekkich, a także z zakresu gleboznawstwa i fizjologii roślin. Uzyskał patent na pług do orki melioracyjnej. W 1964 opublikował pracę Badania nad technologią głębokiej melioracji...
Pochowany na Cmentarzu Parafialnym w Babinie.